# Leucocytozoon caprimulgi
Espèce
Leucocytozoon caprimulgi est une espèce d'apicomplexés, de la famille des Leucocytozoidae et décrit chez l'Engoulevent du Mozambique (Caprimulgus fossii), mais aussi retrouvé chez l'Engoulevent musicien (Caprimulgus pectoralis) et chez l'Engoulevent d'Europe (Caprimulgus europaeus). La rareté de ce parasite, le fait qu'il est le seul de son genre trouvé chez les engoulevents et sa ressemblance avec L. danilewskyi suggère qu'il est dérivé de proches parents qui infectent normalement les hiboux.